# Наянтік (Іллінойс)
Наянтік (англ. Niantic) — селище (англ. village) в США, в окрузі Мейкон штату Іллінойс. Населення — 612 особи (2020).

## Географія
Наянтік розташований за координатами 39°51′16″ пн. ш. 89°9′54″ зх. д. / 39.85444° пн. ш. 89.16500° зх. д. (39.854369, -89.164871).  За даними Бюро перепису населення США в 2010 році селище мало площу 2,77 км², уся площа — суходіл.

## Демографія
Згідно з переписом 2010 року, у селищі мешкало 707 осіб у 272 домогосподарствах у складі 191 родини. Густота населення становила 255 осіб/км².  Було 291 помешкання (105/км²).
Расовий склад населення:
| - 97,2 % — білих - 0,7 % — чорних або афроамериканців - 0,3 % — азіатів - 0,1 % — корінних американців - 1,0 % — осіб інших рас |

До двох чи більше рас належало 0,7 %. Частка іспаномовних становила 2,0 % від усіх жителів.
За віковим діапазоном населення розподілялося таким чином: 29,1 % — особи молодші 18 років, 57,9 % — особи у віці 18—64 років, 13,0 % — особи у віці 65 років та старші. Медіана віку мешканця становила 36,9 року. На 100 осіб жіночої статі у селищі припадало 103,7 чоловіків;  на 100 жінок у віці від 18 років та старших — 92,0 чоловіків також старших 18 років.
Середній дохід на одне домашнє господарство  становив 57 269 доларів США (медіана — 54 545), а середній дохід на одну сім'ю — 64 834 долари (медіана — 62 396). За межею бідності перебувало 8,5 % осіб, у тому числі 6,8 % дітей у віці до 18 років та 3,0 % осіб у віці 65 років та старших.
Цивільне працевлаштоване населення становило 320 осіб. Основні галузі зайнятості: освіта, охорона здоров'я та соціальна допомога — 24,1 %, виробництво — 19,1 %, роздрібна торгівля — 9,4 %, транспорт — 8,8 %.